# Giorgio Cavitelli
Giorgio Cavitelli (Busseto, 21 aprile 1941) è un politico italiano, eletto nella XII legislatura della Repubblica Italiana.

## Biografia
Funzionario di banca ed esponente della Lega Nord, è stato sindaco della città di Busseto dal 1993 al 1997. Nel 1994 viene eletto senatore della Repubblica con la Lega. Alle successive elezioni politiche 1996 è ricandidato al Senato per la Lega nel collegio di Fidenza, ottenendo il 12,1%, senza risultare eletto.
Nel giugno 1999 è candidato dalla Lega Nord presidente della provincia di Parma, ottiene il 6,5% dei voti, diventando consigliere provinciale di opposizione.
Alla fine di tale anno lascia la Lega, dando vita al Movimento Federalista Emilia, che confluisce nel 2000 negli Autonomisti per l'Europa. Tale formazione aderisce poi a Democrazia Europea, con il quale lo stesso Cavitelli è candidato al Senato alle elezioni del 2001 nel collegio di Fidenza, ottenendo l'1,8% dei voti, senza essere eletto. Nel 2004 conclude il mandato nel consiglio provinciale di Parma.